# François Coppée

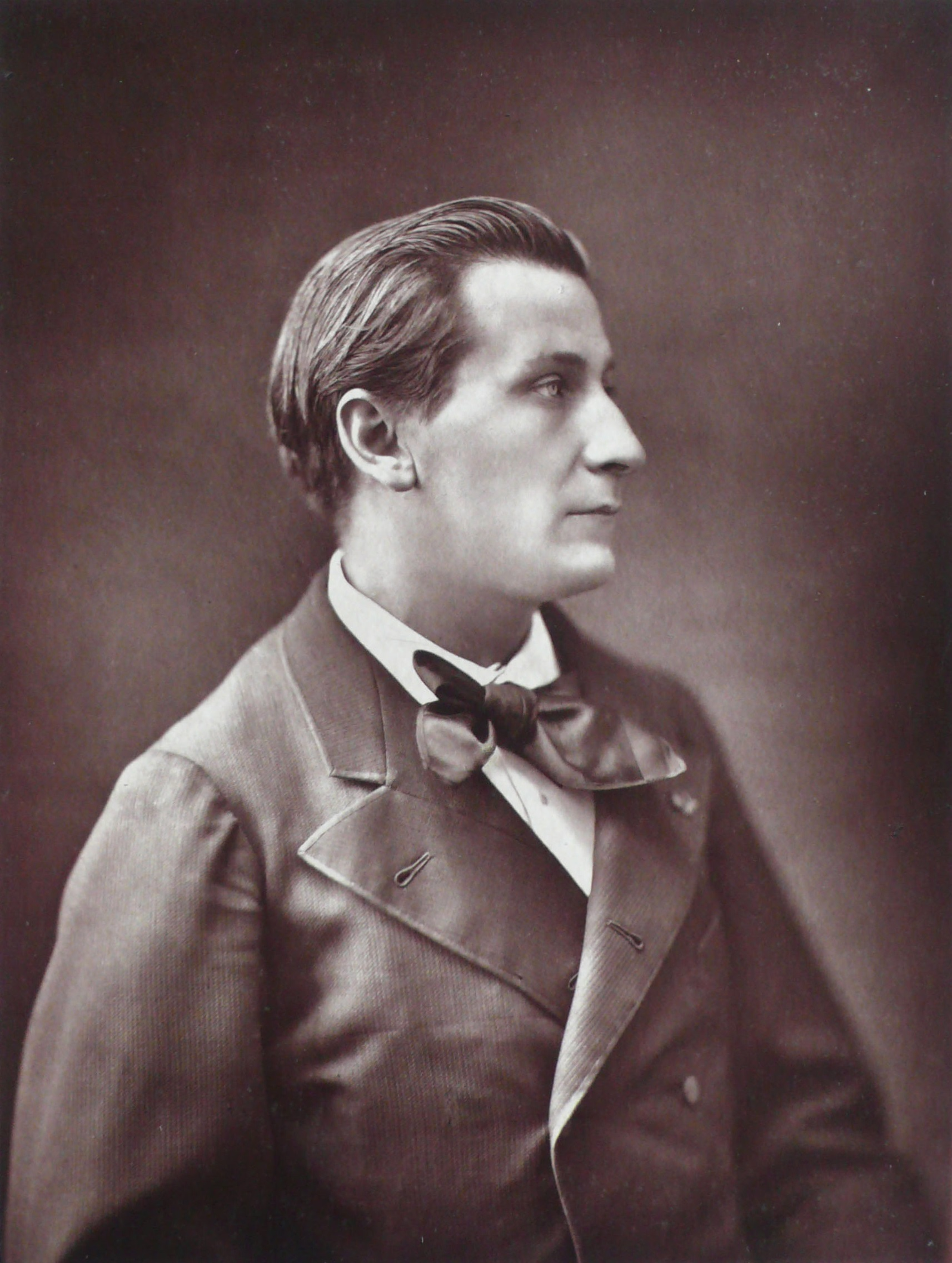
François Coppée, door Nadar, circa 1880.

François Edouard Joachim Coppée (26 januari 1842 - 23 mei 1908) was een Frans dichter, proza- en toneelschrijver.

## Leven en werk
Coppée was de zoon van een administrateur en begon zijn loopbaan ook zelf als klerk, bij het Franse Ministerie van Oorlog. In 1866 sloot hij zich aan bij het dichtersgenootschap Parnasse en publiceerde hij de dichtbundel Le Reliquaire, die hij opdroeg aan Charles Leconte de Lisle. In 1869 vestigde hij zijn naam met de uitvoering door Sarah Bernhardt van zijn eenakter En passant, over de ongelukkige liefde van een courtisane voor een jonge dichter.
Coppée zou gedurende zijn loopbaan nog tal van toneel- en prozawerken schrijven, maar maakte toch vooral naam als dichter. Al snel zou hij echter het l'art pour l'art-principe van de Parnasse verlaten en schakelde hij over op meer romantische, enigszins sentimentele gedichten waarin hij het leven van alledag bezong. Zijn bekendste bundel is Les Humbles uit 1872, dat zich richt op de slachtoffers van de moderne maatschappij, vanuit de overtuiging dat een dichter zich niet alleen oog moet hebben voor schoonheid, maar ook een sociale taak heeft.
Van symbolistische dichters en de Parnassiens kreeg Coppée het verwijt dat hij zich te veel richtte op de banale smaak van het grote publiek en zijn talent verloochende. In 1884 werd hij lid van de Académie française (stoel 10).

### Poëzie
- Le Reliquaire, 1866
- Matin d'octobre
- Décembre
- Les Intimités, 1867
- Poèmes divers, 1869
- L'araignée du prophète, 1878
- Ruines du cœur, 1887
- Poèmes modernes, 1869 (waarin L'Angélus, Le Père en La Grève des forgerons)
- Les Humbles, 1872:
  - Les Humbles (waarin La Nourrice en Émigrants)
  - Écrit pendant le siège
  - Quatre sonnets
  - Promenades et intérieurs
  - Plus de sang !
- Le Cahier rouge, 1874
- Olivier, 1876
- Les Récits et les Élégies, 1878 (waarin L'Exilée)
- Le Naufragé, 1878
- Contes en vers et poésies diverses, 1880 (waarin L'Enfant de la balle en La Marchande de journaux)
- Arrière-Saison, 1887
- Les Paroles sincères, 1891
- Dans la prière et dans la lutte, 1901
- De pièces et de morceaux
- Des Vers français, 1906
- Sonnets intimes et poèmes inédits, Vers d'amour et de tendresse, postuum, 1927

### Toneel
- Le Passant, 1869
- Deux douleurs, 1870
- Fais ce que dois, 1871
- Les Bijoux de la délivrance, 1872
- L'Abandonnée, 1871
- Le Rendez-vous, 1872
- La Guerre de cent ans
- Le Luthier de Crémone, 1876
- Le Trésor, 1879
- La Korrigane, 1880
- Madame de Maintenon, 1881
- Severo Torelli, 1883
- Les Jacobites, 1885
- Le Pater, 1889
- Pour la couronne, 1895

### Proza
- Une idylle pendant le siège, 1874
- Contes en prose, 1882
- Vingt Contes nouveaux, 1883
- Le Banc, idylle parisienne, 1887
- Contes rapides, 1888
- Henriette, 1889
- Toute une jeunesse, 1890
- Les Vrais Riches, 1889
- Rivales, 1893
- Longues et brèves, 1893
- Contes tout simples, 1894
- Le Coupable, 1896
- La Bonne Souffrance, 1898
- Contes pour les jours de fête, 1903

### Essays
- Mon franc-parler
- L'Homme-affiche, 1891
- Souvenirs d'un Parisien
- La Bataille d'Hernani
- La Maison de Molière
- La Gangrène maçonnique, met André Baron, 1899